# Glaniopsis
Genre
Glaniopsis est un genre de poissons téléostéens de la famille des Gastromyzontidae (ordre des Cypriniformes). Toutes ces espèces sont originaires de Bornéo.

## Liste des espèces
Selon World Register of Marine Species (8 juillet 2023) :
- Glaniopsis denudata Roberts, 1982
- Glaniopsis gossei Roberts, 1982
- Glaniopsis hanitschi Boulenger, 1899
- Glaniopsis multiradiata Roberts, 1982

## Systématique
Le nom valide complet (avec auteur) de ce taxon est Glaniopsis Boulenger, 1899.